# Diocesi di Parramatta
La diocesi di Parramatta (in latino Dioecesis Parramattensis) è una sede della Chiesa cattolica in Australia suffraganea dell'arcidiocesi di Sydney. Nel 2023 contava 328.408 battezzati su 1.211.100 abitanti. È retta dal vescovo Vincent Long Van Nguyen, O.F.M.Conv.

## Territorio
La diocesi comprende una parte dello stato del Nuovo Galles del Sud, in Australia.
Sede vescovile è la città di Parramatta, dove si trova la cattedrale di San Patrizio.
Il territorio è suddiviso in 46 parrocchie.

## Storia
La diocesi è stata eretta l'8 aprile 1986 con la bolla Venerabilis Frater di papa Giovanni Paolo II, ricavandone il territorio dall'arcidiocesi di Sydney.
Il 18 febbraio 2011 la Congregazione per il culto divino e la disciplina dei sacramenti ha confermato santa Mary MacKillop patrona principale della diocesi.

## Cronotassi dei vescovi
Si omettono i periodi di sede vacante non superiori ai 2 anni o non storicamente accertati.
- Bede Vincent Heather † (8 aprile 1986 - 10 luglio 1997 dimesso)
- Kevin Michael Manning † (10 luglio 1997 - 8 gennaio 2010 ritirato)
- Anthony Colin Fisher, O.P. (8 gennaio 2010 - 18 settembre 2014 nominato arcivescovo di Sydney)
- Vincent Long Van Nguyen, O.F.M.Conv., dal 5 maggio 2016

## Statistiche
La diocesi nel 2023 su una popolazione di 1.211.100 persone contava 328.408 battezzati, corrispondenti al 27,1% del totale.
| anno | popolazione | popolazione | popolazione | presbiteri | presbiteri | presbiteri | presbiteri                | diaconi | religiosi | religiosi | parrocchie |
| anno | battezzati  | totale      | %           | numero     | secolari   | regolari   | battezzati per presbitero | diaconi | uomini    | donne     | parrocchie |
| ---- | ----------- | ----------- | ----------- | ---------- | ---------- | ---------- | ------------------------- | ------- | --------- | --------- | ---------- |
| 1990 | 232.096     | 810.349     | 28,6        | 109        | 71         | 38         | 2.129                     | 2       | 180       | 294       | 46         |
| 1999 | 298.125     | 852.946     | 35,0        | 146        | 87         | 59         | 2.041                     | 8       | 164       | 277       | 46         |
| 2000 | 299.912     | 895.004     | 33,5        | 142        | 86         | 56         | 2.112                     | 8       | 167       | 264       | 46         |
| 2001 | 311.573     | 909.370     | 34,3        | 146        | 84         | 62         | 2.134                     | 7       | 152       | 255       | 46         |
| 2002 | 324.660     | 936.651     | 34,7        | 141        | 79         | 62         | 2.302                     | 6       | 146       | 271       | 46         |
| 2003 | 309.716     | 926.651     | 33,4        | 115        | 77         | 38         | 2.693                     | 6       | 142       | 288       | 47         |
| 2004 | 307.392     | 924.621     | 33,2        | 141        | 82         | 59         | 2.180                     | 6       | 113       | 231       | 47         |
| 2011 | 342.000     | 1.043.000   | 32,8        | 138        | 76         | 62         | 2.478                     | 7       | 138       | 248       | 49         |
| 2016 | 330.000     | 1.083.489   | 30,5        | 134        | 72         | 62         | 2.462                     | 10      | 107       | 227       | 47         |
| 2019 | 344.360     | 1.130.735   | 30,5        | 122        | 74         | 48         | 2.822                     | 10      | 92        | 219       | 47         |
| 2021 | 354.740     | 1.164.800   | 30,5        | 104        | 53         | 51         | 3.410                     | 16      | 83        | 157       | 47         |
| 2023 | 328.408     | 1.211.100   | 27,1        | 122        | 61         | 61         | 2.691                     | 22      | 98        | 191       | 46         |